# Catinathrips similis
Catinathrips similis är en insektsart som beskrevs av Nakahara 1992. Catinathrips similis ingår i släktet Catinathrips och familjen smaltripsar. Inga underarter finns listade i Catalogue of Life.